# Lista de vencedores das competições europeias de futebol por país
Esta é uma lista dos vencedores das competições europeias de futebol por país. Estão incluídos todos os títulos das principais competições europeias de clubes disputadas desde 1926–27 até à actualidade. 
O País do actual campeão europeu é a Espanha, tendo o Real Madrid na época 2021–22 conquistado a 14ª Liga dos Campeões do seu palmarés, após vencer o Liverpool por 1–0 na final disputada em Paris a 28 de Maio de 2022.

## História
Em 1927 foi criada a Taça Mitropa. Em 1948 foi criada a Taça Latina pelas Federações de França (cujo Presidente Jules Rimet era simultaneamente Presidente da FIFA), Itália, Espanha e Portugal. Em 1955 foi criada pela UEFA a Taça dos Campeões Europeus, a que se seguiu a Taça das Taças em 1960 (organizada pela UEFA desde 1962). A Taça UEFA e a Supertaça Europeia foram criadas, respectivamente, em 1971 e 1972.

## Palmarés
| Nº  | País            | Provas Vigentes           | Provas Vigentes | Provas Vigentes | Provas Vigentes | Provas Extintas | Provas Extintas | Provas Extintas | Provas Extintas | Total |
| Nº  | País            | Liga_dos_Campeões_da_UEFA |                 |                 |                 |                 |                 |                 |                 | Total |
| --- | --------------- | ------------------------- | --------------- | --------------- | --------------- | --------------- | --------------- | --------------- | --------------- | ----- |
| 1º  | Espanha         | 20                        | 14              | -               | 16              | 7               | 4               | -               | 6               | 67    |
| 2º  | Inglaterra      | 15                        | 9               | 1               | 10              | 8               | -               | -               | 4               | 47    |
| 3º  | Itália          | 12                        | 10              | 1               | 9               | 7               | 2               | 2               | 1               | 44    |
| 4º  | Alemanha        | 8                         | 7               | -               | 2               | 5               | -               | -               | -               | 22    |
| 5º  | Holanda         | 6                         | 4               | -               | 3               | 1               | -               | -               | -               | 14    |
| 6º  | Portugal        | 4                         | 2               | -               | 1               | 1               | 1               | -               | -               | 9     |
| 7º  | Roménia         | 1                         | 3               | -               | 1               | -               | -               | -               | -               | 5     |
| 8º  | Escócia         | 1                         | 2               | -               | 1               | 2               | -               | -               | -               | 6     |
| 9º  | França          | 1                         | -               | -               | -               | 1               | 1               | -               | -               | 3     |
| 10º | Sérvia          | 1                         | -               | -               | -               | -               | -               | -               | -               | 1     |
| 11º | Rússia          | -                         | 2               | -               | 2               | 3               | -               | -               | -               | 7     |
| 12º | Suécia          | -                         | 2               | -               | -               | -               | -               | -               | -               | 2     |
| 13º | Bélgica         | -                         | 1               | -               | 3               | 3               | -               | -               | -               | 7     |
| 14º | Turquia         | -                         | 1               | -               | 1               | -               | -               | -               | -               | 2     |
| 15º | Ucrânia         | -                         | 1               | -               | -               | -               | -               | -               | -               | 1     |
| 16º | República Checa | -                         | -               | -               | -               | 1               | -               | 3               | -               | 4     |
| 17º | Hungria         | -                         | -               | -               | -               | -               | -               | 4               | 1               | 5     |
| 18º | Áustria         | -                         | -               | -               | -               | -               | -               | 4               | -               | 4     |
| 19º | Croácia         | -                         | -               | -               | -               | -               | -               | -               | 1               | 1     |